# رابرت برایدوود
رابرت جان برایدوود (انگلیسی: Robert John Braidwood; ۲۹ ژوئن ۱۹۰۷ – ۱۵ ژانویهٔ ۲۰۰۳) انسان‌شناس، باستان‌شناس، و استاد دانشگاه اهل ایالات متحده آمریکا بود. او از بنبانگذاران باستان‌شناسی علمی بود و دانش رشتهٔ پیشاتاریخ خاور نزدیک را با کاوش‌های پرشمارش در عراق، ایران، و ترکیه متحول کرد.